# Пшеничне (Білоцерківський район)
Пшени́чне — село в Україні, у Білоцерківському районі Київської області. Населення становить 645 осіб. Входить до складу Ковалівської сільської громади.
23 грудня 2018 року відбулися перші вибори у Ковалівській об'єднаній територіальній громаді, до складу якої увійшли  села Васильківського району: Ковалівка, Вінницькі Стави, Мар’янівка, Пологи, Пшеничне, Устимівка та села Фастівського району Кищинці, Паляничинці та Червоне з центром громади у селі Ковалівка, адреса: 08652, Київська обл., Білоцерківський р-н, с. Ковалівка, вул. Монастирська 1.
Село було взяте на облік 30 липня 1988 року, сільську раду утворено 1990 року.

29.07.1988: «Президія Верховної Ради Української РСР постановляє: Присвоїти новозбудованому населеному пункту Васильківського району Київської області найменування село Пшеничне».

## Населення

### Мова
Розподіл населення за рідною мовою за даними перепису 2001 року:
| Мова       | Кількість | Відсоток |
| ---------- | --------- | -------- |
| українська | 612       | 97.14%   |
| російська  | 16        | 2.54%    |
| вірменська | 2         | 0.32%    |
| Усього     | 630       | 100%     |

## Постаті
- Рубан Сергій Олександрович (1985—2015) — солдат Збройних сил України, учасник російсько-української війни.